# Lộc Thủy
Lộc Thủy est une commune vietnamienne du huyện (district) de Lệ Thủy dans la province de Quảng Bình. Elle est issue du regroupement administratif de trois villages : An Xá, An Xá Hạ, Tuy Lộc. An Xà est le village d'origine du général Võ Nguyên Giáp, dont la maison natale a été aménagée en musée.
L'économie de la commune est essentiellement agricole ; elle exporte du Rượu đế, boisson alcoolisée typique à base de riz.